# Potsdam (Ohio)
Potsdam é uma vila localizada no estado norte-americano de Ohio, no Condado de Miami.

## Demografia
Segundo o censo norte-americano de 2000, a sua população era de 203 habitantes.
Em 2006, foi estimada uma população de 209, um aumento de 6 (3.0%).

## Geografia
De acordo com o United States Census Bureau tem uma área de
1,2 km², dos quais 1,2 km² cobertos por terra e 0,0 km² cobertos por água.

## Localidades na vizinhança
O diagrama seguinte representa as localidades num raio de 8 km ao redor de Potsdam.